# Лимон
Вижте пояснителната страница за други значения на Лимон.
Лимонът (Citrus × limon) е хибридно цитрусово дърво от семейство Седефчеви, както и плодовете на това дърво. Среща се в диворастящо състояние в Индия и Индокитай, а в България е интродуциран, предимно като декоративно растение. Плодовете се използват за кулинарни цели по целия свят, предимно под формата на сок, но и като нектар или лимонова кора. Сокът на лимона съдържа между 5 и 6 % лимонена киселина, придаваща силен кисел вкус. Лимоновият сок притежава и специфичен аромат, ценен при приготовлението на напитки или като подправка на редица ястия. 

## Произход
Точният произход на лимоновите дървета не е уточнен, но се счита, че за първи път се появяват в Индия, северен Мианмар и Китай. Самото дърво е хибрид между бергамот (Citrus aurantium) и цитрон (C. medica). В южна и югоизточна Азия, лимона е използван като антисептично средство и антидот на редица отрови. Лимоните навлизат в Европа през 1 век в  Римската империя, но в началото не са били култивирани и широко използвани. По-късно около 700 година лимоните се интродуцират и в Персия, Ирак и Египет. Първото споменаване на лимони в литературата е в арабски източници, които описват дървото като земеделска култура и декоративно растение в ранните традиционни персийски градини. Постепенно между 1000 и 1150 година лимоните се разпространяват широко в арабския свят и Средиземноморието.
Първоначалното култивиране на лимони в Европа започва в Генуа през средата на XV век. По-късно лимонът достига Америка след пътуванията на Христофор Колумб. Испанската колонизация на Новия свят помага за разпространението на лимоните в Централна и Южна Америка.

## Биологични особености
Лимонът е средно голямо дърво, достигащо на височина между 3 и 8 m с разклонена корона. По клонките на дървото се разполагат остри бодли. Лимонът принадлежи към цитрусовите овощни растения, към които спадат още портокалът, мандарината и др. Тези растения образуват пъпки, цветове и плодове през цялата година, а листата им са вечнозелени. На едно лимоново дърво може да се видят едновременно цветове, зелени и зрели плодове. На възраст лимоновите дървета могат да достигнат до 45 години.
Листата на лимоновото дърво са зелени, кожести с дължина до 10 – 15 cm и ширина между 5 и 8 cm. Горната страна на листа е тъмнозелена и лъскава, а долната е матова и по-светлозелена. Формата е овална до продълговато яйцевидна, с остър връх. Листата се сменят през около три години.
Цветовете на лимона са единични или чифтни със слабо назъбени чашелистчета и пет (рядко четири) венчелистчета. На цвят са снежнобели или леко кремави, а отдолу розови или пурпурни. На дължина венчелисчетата достигат до 2 cm. Тичинките са от 20 до 40 на брой, с жълти прашници. Цветовете притежават силно и приятно ухание.
Лимоновите плодове са овални или яйцевидни, с дължина между 6 и 9 cm и диаметър около 5 cm. Зрелият плод е светложълт на цвят със сравнително дебела кора, повърхността на която е осеяна с етерични жлези. Вътрешната част на плода е разделена на секции, под формата на вретенообразни торбички, пълни с ароматен сок. Част от плодовете са безсемчести, но повечето имат по няколко семки. Семките са овални, бели до жълто-зелени, достигащи на дължина до 1 cm.

## Особености при култивиране
Лимоновите дървета изискват отстояние от около 7 m едно от друго, тъй като продукцията спада в гъсто обрасли овощни градини. Дърветата се кастрят като малки и се поддържат до 3 – 4 m на височина. На всеки 10 до 12 години се обрязват значително или се заменят с нови. Плевелите трябва да се контролират, хербицидите имат негативно влияние върху лимоновите дървета.
Поради почти постоянния си растеж, лимоновите дървета са чувствителни на студ и трудно се възстановяват след измръзване. При много ниски температури (под -4º C) листата на дървото опадват, а при температури под -7º C възникват сериозни увреждания на дървесината. Цветовете и малките плодове умират при температури под 0º C, а узрелите плодове се повреждат при -2º C. От друга страна лимоните толерират хладни лета, за разлика от портокалите, които не могат да узреят напълно. Като цяло чувствителността на студ обаче, прави лимоновите дървета неспособни за отглеждане извън тесен климатичен пояс.
По отношение на влажността, лимоновите дървета понасят сухи и влажни атмосферни условия, но при дълги сухи периоди, лимоните трябва да се поливат.
Почвените изисквания са ниски и се толелират изключително бедни почви и дори пясъци и глинести почви.
Развъждането на лимони става лесно от семки. Някои от сортовете (Meyer) са способни да се развъдят от изрезки от възрастни дървета и ново посаждане. При развъдените по този начин лимони, плододаването настъпва от 2 до 3 години по-рано в сравнение с дървета поникнали от семка, а също така са способни да дават плод до над 30 години.

## Химически състав
Месестата част на лимоновия плод съдържа значително количество органични киселини (например лимонена, ябълчена), пектинови вещества, захари (до 3,5%), каротин, фитонциди, витамини (тиамин, рибофлавин, аскорбинова киселина), рутин, флавоноиди, производни на кумарина, галактуроновата киселина, сесквитерпени, хесперидин, ериоцитрин, еридиктиол и други. В семената на лимона могат да се открият множество липиди и горчиви вещества като например лимонин.
Ароматът на лимона се дължи предимно на лимоновото етерично масло, съдържащо терпен, α-лимонен (до 90%) и цитрал (до 6%).

## Използване за храна
Плодът на лимона, както и кората му, намират голямо приложение в сладкарството. Те се използват за подправка при приготвянето на разхладителни напитки – лимонада или цитронада, както и при производството на различни сладкиши и бонбони. Освен това лимоновият сок успешно може да замести оцета при приготвянето на салати. В кулинарията е познато и свойството на лимона да запазва витамините в плодовете. Тъй като след като бъдат обелени повечето плодове и зеленчуци почерняват при контакта с въздуха поради окисляването, за да бъде спрян този процес и да се запазят свежи е достатъчно да бъдат натъркани с резен лимон.
Поради високото съдържание на плода на витамин C, лимонът е бил широко използван в миналото отначало от арабските, а от 12 век и от европейските мореплаватели, понеже заедно с лука е бил единственото познато лекарство срещу скорбут.
Лимонът се използва като съставка и в много козметични продукти за избелване на тена.

## Производство и консумация в световен мащаб
Най-големият дял от производство на лимони в света се пада на Индия с около 16%, следвана от Мексико, Аржентина, Бразилия, Испания, САЩ и други страни.
| Индия | 2 060 000F  |
| Мексико | 1 880 000F  |
| Аржентина | 1 260 000F  |
| Бразилия | 1 060 000F  |
| Испания | 880,000F    |
| Китай | 745,100F    |
| САЩ | 722,000     |
| Турция | 706,652     |
| Иран | 615,000F    |
| Италия | 546,584     |
| Световен мащаб | 13 032 388F |
| Без символ = официални данни, F = оценка на ФАО); Източник: Организацията за прехрана и земеделие на ООН – ФАО Архив на оригинала от 2012-06-19 в Wayback Machine. |             |

## В култура
В сериала „Време за приключения“ се появява Лимондражи и Лимонени деца.

## Допълнителна информация
Най-тежкият лимон в света е измерен на 8 януари 2003 г., тежи 5.265 kg и е отгледан от израелеца Аарон Шемоел.